# Укхія (упазіла)
У́кхія (бенг. উখিয়া, англ. Ukhia) — одна з 7 упазіл зіли Коксс-Базар регіону Читтагонг Бангладеш, розташована на півдні зіли, є найпівденнішою упазілою Бангладеш.
Населення — 155 188 осіб (2008; 121 514 в 1991).

## Адміністративний поділ
До складу упазіли входять 5 вардів:
| Зіла          | Площа, км² | Населення, осіб (2008) |
| ------------- | ---------- | ---------------------- |
| Джалья-Палонг | -          | 34356                  |
| Палонг-Кхалі  | -          | 23048                  |
| Раджа-Палонг  | -          | 43106                  |
| Ратна Палонг  | -          | 17778                  |
| Халдья-Палонг | -          | 36900                  |